# Cráter Beyenchime-Salaatin
Beyenchime-Salaatin es un cráter de impacto (astroblema) en 71° 50′ N, 123° 30′ E en el Extremo Oriente Ruso.
Abarca un diámetro de 8 kilómetros y se estima que tiene una antigüedad de 40 ± 20 millones de años (Eoceno). El cráter está expuesto en la superficie.